# فینال جام باشگاه‌های اروپا ۱۹۶۲

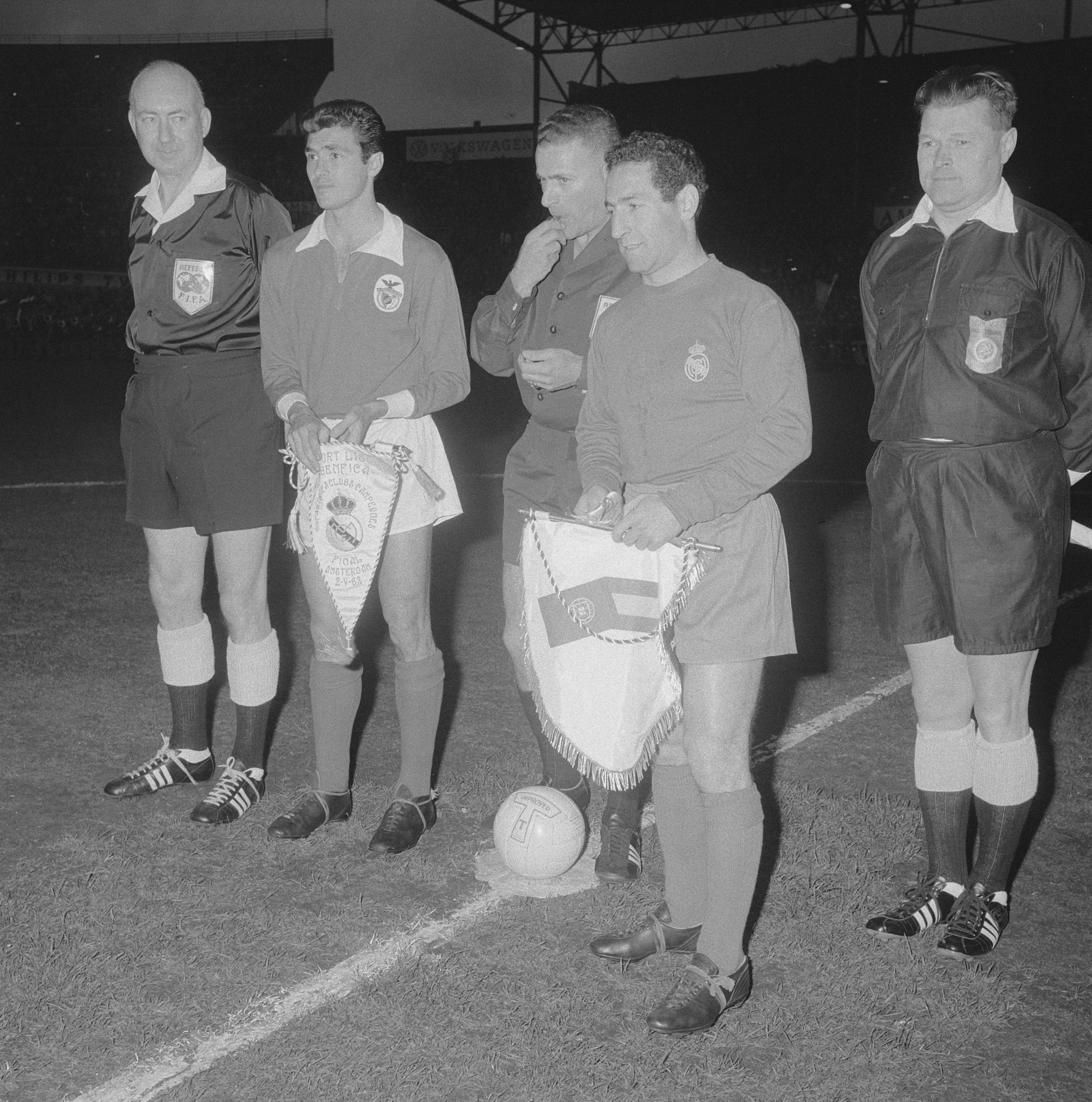
مراسم قبل بازی فینال جام باشگاه های اروپا ۱۹۶۲ در ورزشگاه المپیک آمستردام

فینال جام باشگاه‌های اروپا ۱۹۶۲، رقابت پایانی جام باشگاه‌های اروپا در سال ۱۹۶۲ میلادی است که مابین دو تیم باشگاه فوتبال بنفیکا و باشگاه فوتبال رئال مادرید در ورزشگاه المپیک آمستردام ، آمستردام برگزار شده‌است.
این مسابقه که در تاریخ ۲ مه ۱۹۶۲ انجام شده‌است با نتیجه ۵ بر ۳ به سود تیم باشگاه فوتبال بنفیکا به پایان رسید.